# Henri Lefebvre
Henri Lefebvre (Hagetmau, 16 de junio de 1901 - Navarrenx, 28 de junio de 1991) fue un filósofo francés. Se consagró a la sociología, la geografía y al materialismo histórico en general. Influenciado por el pensamiento de Karl Marx, forma parte de los primeros intelectuales que difunden en Francia el estudio del marxismo. Está considerado como uno de los padres del movimiento que condujo a la revolución del mayo de 1968 e inspiró a toda una corriente de pensamiento progresista.

## Biografía

### De los años 1920 a la Liberación
Influenciado por su madre, profundamente católica, Henri Lefebvre considera inicialmente dedicarse al sacerdocio antes de romper con la religión para centrarse en la filosofía gracias a la enseñanza de Maurice Blondel en Aix-en-Provence. Llega a París en 1919 y estudia filosofía en la Sorbona. Durante sus estudios, conoció a algunos estudiantes, Pierre Morhange, Norbert Guterman y Georges Politzer, a quienes se unió en 1924 para dirigir un grupo llamado Philosophies, que también es el nombre de la revista que publican. Este grupo se lanza a la acción política en asociación con el grupo surrealista y la revista Clarté. El grupo de Philosophies evoluciona, según Lefebvre, desde el culto al "Espíritu" hasta el materialismo dialéctico. Como muchos otros miembros del grupo, Henri Lefebvre se unió al Partido Comunista en 1928-1929. Al no tener la agregación, debe hacer varios trabajos pequeños y luego obtener un puesto de profesor en Privas (Ardèche), donde dirige la célula comunista local. Amenazado con el despido tras una manifestación contra el político André Tardieu, fue trasladado automáticamente a Montargis (Loiret) en 1931, donde enseñó hasta la guerra. En 1935, fue elegido concejal de la ciudad en una lista (minoritaria) de unidades antifascistas. Después de una temporada en Saint-Etienne, el gobierno de Vichy lo despidió de la enseñanza en marzo de 1941. Se unió a la Resistencia, teniendo el rango de Capitán FFI. De 1944 a 1947, fue el director de la estación de Toulouse de la Radiodifusión francesa (RDF). En la década de 1930, comenzó a publicar libros sobre su concepción del marxismo, solo o en colaboración con Norbert Guterman.
Entre 1930 y 1940 ejerció como profesor de filosofía. Tradujo a Karl Marx, y prosiguió una línea de reflexión basada en un marxismo humanista. Su obra Le Materialisme Dialectique, aparecida en 1939, lo sitúa fuera del estalinismo y lo aleja del Partido Comunista Francés, del que será expulsado en 1958.
La publicación de Le Materialisme Dialectique, Le Nationalisme contre les Nations, Hitler au pouvoir, bilan de cinq années de fascisme en Allemagne, lo convirtió en blanco de las fuerzas de ocupación alemanas durante la Segunda Guerra Mundial, por lo que decidió unirse en 1941 a la Resistencia francesa, abandonando su trabajo como profesor de filosofía en institutos de provincias.
Concluida la guerra, fue director de la Radiodiffusion Française (RDF) en Toulouse hasta 1949.
Enfrentado al pensamiento estructuralista francés, muy orientado por Louis Althusser, sus planteamientos del marxismo humanista tuvieron una gran influencia en las líneas de pensamiento de los años 1960 y 1970. 
En 1960 fue uno de los firmantes del Manifiesto de los 121 por el derecho a la no sumisión en la guerra de Argelia. 
Profesor de filosofía en Nanterre, vivió muy de cerca el Mayo del 68; este mismo año ganó una plaza como profesor de Sociología en la Universidad de Estrasburgo y abandonó las clases en París, donde fue sustituido por Edgar Morin. 
Su carrera académica como profesor de sociología expresa el desplazamiento desde el campo de la Filosofía, que lleva a Lefebvre a desarrollar cuatro líneas centrales en su trabajo: la ciudad y su espacio social, la vida cotidiana y el fenómeno de la modernidad. 
Su interés ya no por las estructuras, sino por las coyunturas, le acerca al movimiento situacionista. 
En 1978 retornó al Partido Comunista Francés, al entender que su mayor independencia de Moscú había creado unas nuevas condiciones para el trabajo político y el debate de la Izquierda, y sin que ello fuese a suponer una renuncia a su libertad de pensamiento.

## Pensamiento sociopolítico
Su principal propuesta política fue lo que denominó el "derecho a la ciudad" abogando por la capacidad y necesidad de las sociedades a producir conscientemente su espacio.
Lefebvre intenta responder a las preguntas abiertas por el pensamiento de Karl Marx, Georg Wilhelm Friedrich Hegel y Friedrich Nietzsche en relación con el análisis del mundo moderno. Sus principales líneas de investigación se centran en el estudio del capitalismo, la crítica de la vida cotidiana y la producción del espacio, concepto acuñado por el autor que intenta dar cuenta de la forma en que se expresa la reproducción social de todas las distintas experiencias sociales. Su actividad periodística en distintas publicaciones de la izquierda lo reveló como un joven filósofo marxista, con gran influencia sobre el pensamiento francés de su generación. En 1928, ingresó en el Partido Comunista Francés, donde militó durante una década, antes de abandonar una estructura en exceso rígida y sujeta a la disciplina estalinista. Es a su vez reconocido por ser uno de los primeros traductores de Karl Marx a su idioma natal. 

## Aportes intelectuales
Escribió tanto en francés y en inglés como en alemán y sus textos han sido traducidos a numerosos idiomas. En Estados Unidos, el pensamiento postmoderno ha recurrido a sus análisis sobre la modernidad y la vida cotidiana. Su crítica a la vida del día a día fue uno de los mayores aportes intelectuales que motivaron la fundación de la revista COBRA y posteriormente de la revista Situationist International. 
Lefebvre consideraba necesario que la cotidianidad se libere de los caracteres impuestos por el capitalismo a la vida individual y colectiva. De lo contrario, la cotidianidad será como un depósito subterráneo en que se sedimentan los convencionalismos y las mentiras del poder y, por tanto, será una barrera que impida la creatividad.
Notable expositor sistemático de la lógica dialéctica en su obra Lógica formal y lógica dialéctica, que terminó de escribir en 1941, pero solo pudo publicar a partir de 1947.
Se preocupó especialmente por los problemas de la urbanización del territorio.

## Crítica a la vida cotidiana
En su elaboración del materialismo dialéctico, el individuo y la praxis de lo concreto ocupan un sitio central. Proponiéndose una antropología social alternativa, Henri Lefebvre sostuvo la necesidad de que la "cotidianidad" se libere del papel que reviste bajo el capitalismo, cuya función es reproducir los caracteres impuestos a la vida colectiva por las clases dominantes. La costumbre, con su temporalidad no auténtica, pues es ahistórica, no haría más que solo reproducir y perpetuar las relaciones de dominación. La cotidianidad es un tipo de depósito subterráneo en el cual se sedimentan los convenios y las mentiras del poder. Allí se encuentra la barrera que impide a la fantasía y la inventiva para encontrar las vías para la propia expresión, la autonomía del ser.
De ahí el privilegio concedido por Lefebvre al arte, comprendido no tanto en su autonomía sino como medio de experiencia o experimento estético capaz de demostrar el carácter infundado del convencionalismo de lo cotidiano. El arte moderno pone las condiciones de la supresión de la cotidianidad. Estas teorías se refieren a la experiencia o experimento y a las reflexiones del movimiento surrealista, al cual Lefebvre pertenecía en su juventud. La trilogía "Crítica de la vida cotidiana " (1947, 1961, 1981) presenta de manera muy profunda este pensamiento. Lamentablemente su obra fue negada durante mucho tiempo, probablemente por su carácter crítico y su condición marxista, y aún no se conoce del todo más allá de las traducciones al inglés, la trascendencia de sus ideas hoy se nos presentan como una alternativa para la reconstrucción del conocimiento y estructura de la sociedad, los títulos de su obra crítica a la sociedad se presentan en su idioma original en espera de una traducción al Español.
- Critique de la vie quotidienne, 1947, L'Arche
- Critique de la vie quotidienne II, Fondements d'une sociologie de la quotidienneté, 1961, L'Arche
- Critique de la vie quotidienne, III. De la modernité au modernisme (Pour une métaphilosophie du quotidien), 1981, L'Arche
- La Vie quotidienne dans le monde moderne, 1968, Gallimard

### Hipótesis
Ante la pregunta sobre "¿Cuál es el modo de existencia de las relaciones sociales?", Lefebvre responderá en La producción del espacio: "Las relaciones no pueden existir sin un soporte y ese soporte es el sustrato material".[cita requerida]

### Postulado
El desarrollo de la sociedad solo puede concebirse a través de la relación de “la sociedad urbana” (lo urbano). La sociedad proyecta la vida social. Critica el organicismo, evolucionismo, continuismo y urbanismo. Lo urbano ha entrado en una fase crítica, dándose una implosión-explosión con una concentración urbana y éxodo rural, extensión del tejido urbano, subordinación completa de la agrario a lo urbano. Es un proceso irreversible, pero el proceso de urbanización puede proyectarse de manera que se supere el antagonismo ciudad-campo y la urbanización al desconcentrarse pueda articular el ambiente y el paisaje. Plantea fases (críticas), niveles (global, medio y privado) y dimensiones. El individuo puede crear una ideología política que le permita cambiar la estructura de la ciudad y reorganizar el territorio, de manera que el hombre se apropie del espacio que hace a su identidad.[cita requerida]

## Polémica en torno a la Geografía y a su campo disciplinar
A raíz de sus investigaciones sobre la propiedad de la tierra así como al profundo interés que presentó respecto a lo que en sus términos se puede considerar una revolución urbana Lefebvre suele considerarse padre putativo de una revolución epistemológica en el campo disciplinar de la geografía. Formula particularmente la necesidad de la afirmación de un nuevo derecho a la ciudad que define como un derecho más allá de la calidad de vida urbana, centrado en la necesidad de exigir la ciudad en la que queremos vivir, en la capacidad colectiva de planificar nuestra vida urbana. Una discusión que parte de su libro La Producción del espacio, donde valora la importancia de repensar la categoría de espacio y plantear que no existe la objetividad del objeto material sino que es una dimensión de la vida humana cuyo carácter de existencia es asociada a la politicidad del Zoon politikón, por lo que la expresión material de las relaciones sociales no solo es un objeto sino un participante activo y pasivo de los modos en que se expresa la vida humana y que por ende es eminentemente político. La construcción del espacio es siempre una lucha de poderes, incluso desde el ámbito de lo cotidiano, ya sea desde la estructura interna en que está pensada y distribuida "la casa habitación", asociada a la relación familiar o la lógica productiva a escala mundial del propio sistema de reproducción social situado tanto histórica como geográficamente. Constituyendo así una lucha por definir el carácter y sentido de la reproducción social y a los fines materializados por ella. 
Es por ello que Lefebvre insiste en que el espacio es el producto de la sociedad y dado que cada sociedad tiene una específica forma de pensarse en el mundo tiene por derecho la capacidad y necesidad de producir su propio espacio y por tanto, todo ser humano tiene el derecho a la construcción del espacio.[cita requerida]

## El derecho a la ciudad
En 1968 Lefebvre escribe Le droit à la ville (El derecho a la ciudad) un texto que abrió camino hacia una estrategia del conocimiento unida a la estrategia política, hacia la puesta en práctica de la ciudad como derecho a la vida urbana y un libro de cabecera para quienes intentábamos repensar la ciudad como un entorno más habitable y territorio de una nueva democracia más "humanista" señala la arquitecta Anna Bofill quien subraya el problema de que el texto considera el masculino como neutro universal y analiza el fenómeno urbano solo desde los criterios de clase olvidándose los criterios de género. Describe además a las mujeres de los "ensembles" (urbanizaciones periféricas) como "mujeres somnolientas mientras que los hombres va a trabajar lejos y regresan destrozados".